# Diocesi di Pupiana
La diocesi di Pupiana (in latino Dioecesis Pupianensis) è una sede soppressa e sede titolare della Chiesa cattolica.

## Storia
Pupiana, forse identificabile con Mra-Mita, Ain-Ouassel nell'odierna Tunisia, è un'antica sede episcopale della provincia romana dell'Africa Proconsolare, suffraganea dell'arcidiocesi di Cartagine.
La città è conosciuta anche con i nomi di Puppiana e Pappiana.
Sono quattro i vescovi attribuiti a questa diocesi. Vittore partecipò al concilio celebrato a Cartagine nel 390 e presieduto da Geneclio. Reparato intervenne al sinodo riunito a Cartagine dal re vandalo Unerico nel 484, in seguito al quale venne esiliato. Gaudioso e Bonifacio infine intervennero rispettivamente al concilio cartaginese del 525 e a quello antimonotelita del 646.
Pupiana è annoverata tra le sedi vescovili titolari della Chiesa cattolica; dall'11 febbraio 2023 il vescovo titolare è Mario Medina Balam, vescovo ausiliare di Yucatán.

## Cronotassi

### Vescovi
- Vittore † (menzionato nel 390)
- Reparato † (menzionato nel 484)
- Gaudioso † (menzionato nel 525)
- Bonifacio † (menzionato nel 646)

### Vescovi titolari
- Igino Michelangelo Nuti, O.F.M. † (20 dicembre 1921 - 21 aprile 1966 deceduto)
- Jan Nowicki † (23 marzo 1968 - 14 agosto 1973 deceduto)
- Marian Jozef Rechowicz † (31 dicembre 1973 - 28 settembre 1983 deceduto)
- Henry Apaloryamam Ssentongo † (15 dicembre 1988 - 30 marzo 1992 nominato vescovo di Moroto)
- Virgil Bercea (20 luglio 1994 - 6 novembre 1996 nominato eparca coadiutore di Gran Varadino dei Rumeni)
- Óscar Julio Vian Morales, S.D.B. † (30 novembre 1996 - 19 aprile 2007 nominato arcivescovo di Los Altos, Quetzaltenango-Totonicapán)
- Otto Separy (2 luglio 2007 - 9 giugno 2009 nominato vescovo di Aitape)
- Joseph Mark Siegel (28 ottobre 2009 - 18 ottobre 2017 nominato vescovo di Evansville)
- Eduardo Malaspina (7 marzo 2018 - 28 dicembre 2022 nominato vescovo di Itapeva)
- Mario Medina Balam, dall'11 febbraio 2023